# Lynn (Alabama)
Lynn es un pueblo ubicado en el condado de Winston en el estado estadounidense de Alabama. En el censo de 2000, su población era de 597.

## Demografía
En el 2000 la renta per cápita promedia del hogar era de $ 26.125$, y el ingreso promedio para una familia era de 32.955$. El ingreso per cápita para la localidad era de 18.932$. Los hombres tenían un ingreso per cápita de 30.357$ contra 24.375$ para las mujeres.

## Geografía
Lynn está situado en 34°2′26″N 87°32′27″O / 34.04056, -87.54083 (34.040688, -87.540827)
Según la Oficina del Censo de los EE. UU., la ciudad tiene un área total de 6.55 millas cuadradas (16.96 km²).